# Подуриле (Прахова)
Подуриле (рум. Podurile) насеље је у Румунији у округу Прахова у општини Дражна де Сус. Oпштина се налази на надморској висини од 493 m.

## Становништво
Према подацима из 2002. године у насељу је живело 90 становника, од којих су сви румунске националности.